# サンエー宜野湾コンベンションシティ
サンエー宜野湾コンベンションシティ（サンエーぎのわんコンベンションシティ）は、沖縄県宜野湾市宇地泊にあるサンエーが運営する広域型ショッピングセンター（GMS)である。コンセプトは「心地よさと、ときめきに、出会う場所。」。

## 概要
同施設の土地は、西海岸都市機能用地第一街区であり、当初はジョイント・ホスピタリティが「シェラトン沖縄宜野湾ホテル（仮称）」の開業を予定し、開発を手がけていたが、破綻により計画が白紙となる。その後、ダイエーの進出予定などがあったがそれらも白紙になったのち、2010年10月に最終的にサンエーが進出を決定した。
同施設は、省エネルギーへの配慮に取り組み、太陽光発電設備の設置や共有部分の大部分でのLED照明器具の導入、高効率空調システム、雨水再利用などを行っているとしている。
2011年11月にサンエーが雑貨店を展開する「東急ハンズ（現・ハンズ）」とフランチャイズ契約を締結したことで、同施設の開業と同時に沖縄県への初出店を果たした。

## 沿革
- 2010年（平成22年）10月14日 - 同地区において、宜野湾市と複合型商業施設を建設する協定書を締結[4]。
- 2011年（平成23年）8月16日 - 着工[5]。
- 2012年（平成24年）7月5日 - 「宜野湾コンベンションシティ」開業。
- 2015年（平成27年）10月1日 - 営業時間を午後11時閉店に変更（一部テナントを除く）。
- 2016年（平成28年）5月3日 - 1階に「ローソン宜野湾コンベンションシティ店」オープン。
- 2020年（令和2年）4月21日 - 営業時間を午後10時閉店に変更。なお、食品館は午後11時閉店。
- 2021年（令和3年）
  - 1月11日 - 2階フードコートを閉鎖。
  - 3月1日 - 1階のマツモトキヨシを2階のフードコート跡に移転。
- 2024年（令和6年）3月7日 - ハンズが1階での営業を終了。
  - 3月29日 - ハンズが2階に移転オープン。
  - 4月26日 - 1階のハンズ区画跡・ローソン区画跡にエディオンがオープン。[6]

## フロア構成

### 1階 - 「食」と「暮らし」と「健康」のフロア
- カルディコーヒーファーム - 県内初出店
- サーティワンアイスクリーム

- ミスタードーナツ
- エディオン - 大山シティから移転

### 2階 - 「ファッション」と「食」のフロア
- ABCマート
- 大阪王将（サンエー直営）
- 珈琲待夢（サンエー直営）
- ジョイフル（サンエー直営）
- マツモトキヨシ（サンエー直営）
- 宮脇書店
- 和風亭（サンエー直営）
- ハンズ（サンエー直営） - 県内初出店。2024年3月7日まで1階で営業し、同年3月29日に2階に移転。

### 過去に存在していたテナント
- オルベネ（レディース）（2022年06月30日をもって閉店）
- ライトオン 2024年1月8日をもって閉店
- ローソン 2024年1月31日をもって閉店

## アクセス

### 路線バス
- 26番・宜野湾空港線（琉球バス交通）
- 32番・コンベンションセンター線・コンベンションシティ経由（沖縄バス）
- 55番・牧港線（琉球バス交通）

兼久原バス停下車、徒歩約2分。